# سیارک ۱۴۵۱۵
سیارک ۱۴۵۱۵ (به انگلیسی: 14515 Koichisato، نامگذاری:1996HL1) چهارده هزار و پانصد و پانزدهمین سیارک کشف شده‌است که در ۲۱ آوریل ۱۹۹۶ کشف شد.
قدر مطلق سیارک برابر ۲۸.۲ است.